# Kafka na obali
Kafka na obali je delo japonskega pisatelja Harukija Murakamija, ki je izšlo leta 2002. Delo je prejelo številne nagrade in poželo večinoma le pozitivne kritike. Leta 2005 je bilo po mnenju The New York Times uvrščeno med 10 najboljših knjig leta. 
Knjigo je v slovenščino prevedel Aleksander Mermal, izdana je pri založbi Mladinska knjiga v sklopu zbirke Romani. 

## Vsebina
Kafka Tamura na svoj petnajsti rojstni dan pobegne na drugo stran Japonske, da bi zbežal pred ojdipovskim prekletstvom svojega očeta in da bi našel svojo mater ter sestro. Po vrsti nepričakovanih dogodkov najde zatočišče v mestu Takamatsu v privatni knjižnici, ki jo vodita skrivnostna Gospa Saeki in Oshima. Tam prebira knjige in pomaga v knjižnici, medtem pa ga že išče policija, ki njegov pobeg povezuje z brutalnim umorom. 
Enako število poglavij je namenjeno pripovedi zgodbe Gospoda Nakate. Zaradi nepojasnjene travme v otroštvu je duševno zaostal, zato se preživlja z iskanjem izgubljenih mačk. Njegova zmožnost razumevanja mačje govorice ga prvič v življenju popelje v neznano. Na poti spozna mladega tovornjakarja Hiroshimo, ki ga sprejme na sovoznikov sedež in se na čudaškega starca kmalu naveže. 
Zgodbi Kafke in Nakate se ves čas prepletata na metafizični ravni, saj se v realnosti nikoli ne srečata. Tudi sam roman temelji na dojemanju metafizičnih razsežnosti sanj, podzavesti in domišljije. Središče romana je ojdipovska tematika, zato je Kafka na obali neke vrste moderna grška tragedija. 